# Quercus mannifera
Quercus mannifera är en bokväxtart som beskrevs av John Lindley. 
Quercus mannifera ingår i släktet ekar och familjen bokväxter. Inga underarter finns listade.